# Hackelia ciliata
Hackelia ciliata là loài thực vật có hoa trong họ Mồ hôi. Loài này được (Douglas ex Lehm.) I.M.Johnst. mô tả khoa học đầu tiên năm 1923.